# كيفن هايز (لاعب هوكي الجليد)
كيفن هايز (بالإنجليزية: Kevin Hayes)‏ هو لاعب هوكي الجليد أمريكي، ولد في 8 مايو 1992 في بوسطن في الولايات المتحدة.

## وصلات خارجية
- كيفن هايز على موقع دوري الهوكي الوطني (الإنجليزية)
- كيفن هايز على موقع EliteProspects.com (الإنجليزية)
- كيفن هايز على موقع HockeyDB.com (الإنجليزية)
- كيفن هايز على موقع Hockey-Reference.com (الإنجليزية)